# 二次初恋
《二次初恋》（英語：Once Again），是一部于2017年上映的奇幻爱情喜剧电影，由朱茵、杜天皓、王志飞领衔主演，2017年8月31日于中国上映。

## 故事大綱
路建國以一招後空翻奪得出國深造選拔賽冠軍，卻因愛慕的叶兰忘帶舞鞋而趕去拿被車撞斷腿；從此夢斷！但因此抱得美人歸。
由於中年失業就挪用兒子路小飛留學費用充當創業金，因此夫妻口角而離家出走；誰知塞翁失馬的上時光機火車重返年輕！
再度年少的路建國因此就以侄子路大民的身份藉機成了兒子路小飛的好友，並對葉蘭說被認失蹤的丈夫路建國好話，以改善惡化的夫妻情感……在一次同樣是出國深造選拔賽看到兒子路小飛使出丈夫當年絕招後空翻時，察覺出教兒子舞技的路大民就是失蹤丈夫；倆人因此重修舊好！路建國也重返時光機火車恢復中年……。

## 演员列表

### 主要演员
| 演员姓名 | 角色名称 | 介绍 |
| 朱茵     | 叶兰     |      |
| 杜天皓   | 路大民   |      |
| 王志飞   | 路建国   |      |

### 其他演员
| 演员姓名 | 角色名称         | 介绍 |
| 黄征     | 萧峰             |      |
| 王嘉宁   | Yoyo             |      |
| 夏志远   | 路小飞           |      |
| 邰智源   | 老王             |      |
| 陈牧耶   | 叶兰（年轻时期） |      |

## 电影歌曲
| 曲别   | 歌名       | 演唱者         | 作词 | 作曲 |
| 主题曲 | 二次初恋   | 关晓彤、王一博 |      |      |
| 插曲   | 解忧杂货店 | 赵翔宇         |      |      |
| 插曲   | 我喜欢你   | 陈牧耶         |      |      |